# Calle 86 (Manhattan)
La calle 86 es una importante calle de dos sentidos en el Upper East Side y el Upper West Side del distrito de Manhattan en la ciudad de Nueva York (Estados Unidos). Corre en dos secciones principales: entre East End y Fifth Avenues en el Upper East Side, y entre Central Park West y Riverside Drive en el Upper West Side. El segmento oeste desemboca en la calle 86 transversal a través de Central Park, que conecta con las calles 84 y 85 este en el lado este.
En el West Side, su acantilado continuo de bloques de apartamentos, incluido The Belnord, está interrumpido por dos iglesias emblemáticas contrastantes en sitios destacados de las esquinas, la neotoscana Iglesia Metodista Unida de los Santos Pablo y Andrés en la esquina de West End Avenue, y la neorrománica rústico de piedra rojiza Iglesia Presbiteriana de West-Park en la esquina de la avenida Ámsterdam.

## Historia

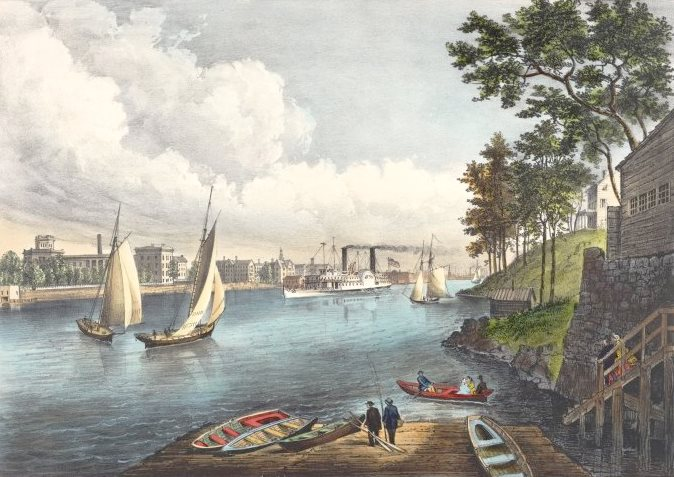
Blackwells Island, East River, from Eighty Sixth Street, Currier & Ives, 1862: la villa con vistas al río había pertenecido al magnate John Jacob Astor

La calle fue designada por el Plan de los Comisionados de 1811 como una de las 15 calles de este a oeste que tendrían 30 m de ancho (mientras que otras calles fueron designadas como 18 m de ancho).
Hasta los años posteriores a la Segunda Guerra Mundial, Yorkville en el East Side era una comunidad predominantemente alemana, y Calle 86 Este fue apodada el Broadway alemán. El primer asentamiento originalmente se agrupaba alrededor de la parada de la calle 86 del Ferrocarril de Nueva York y Harlem. Desde finales de la década de 1980, casi todas las tiendas claramente alemanas han desaparecido, excepto algunos restaurantes en la Segunda Avenida. La calle se consideraba comúnmente un límite para los servicios públicos. Por ejemplo, diferentes centrales telefónicas en las calles East 79th y 97th daban servicio a los lados norte y sur de la calle. La portabilidad de números locales a principios del siglo XXI permitió transferir números de teléfono a ambos lados.
Una calle hundida a través de Central Park, la transversal de la calle 86, conecta la calle 86 oeste con la calle 84 este en dirección este y la calle 85 este en dirección oeste. Miners Gate brinda acceso peatonal al parque en East 86th y Mariners Gate en West 85th.

## Transporte
El autobús M86 sirve a la calle. Hasta la década de 1950, las líneas elevadas de las avenidas Segunda y Tercera daban servicio a Calle 86 en el East Side.
El Ferrocarril de Nueva York y Harlem solía operar una línea ferroviaria de la calle 86 que corría en la superficie desde Central Park West, a través de Central Park y hasta York Avenue. Luego, la línea giró hacia el norte y terminó en el aterrizaje de Astoria Ferry en 92nd Street.
Actualmente cuenta con el servicio de las siguientes estaciones de metro de la ciudad de Nueva York :
- Calle 86 en Broadway, líneas 1 y 2[5]
- Calle 86 en Central Park West, líneas  A, B y C[5]
- Calle 86 en Lexington Avenue, líneas  4, 5, 6 y <6>[5]
- Calle 86 en Second Avenue, líneas  N, Q y R[5]

La estación de la calle 86 del Ferrocarril Central de Nueva York existía anteriormente en Park Avenue, que ahora transporta la línea principal de Park Avenue del Ferrocarril Metro-North. La estación abrió en 1876. La estación se incluyó por última vez en el horario del 20 de mayo de 1901 y se dejó fuera del horario del 23 de junio de 1901. Una salida de emergencia es el único vestigio de la existencia de la estación.

## Galería

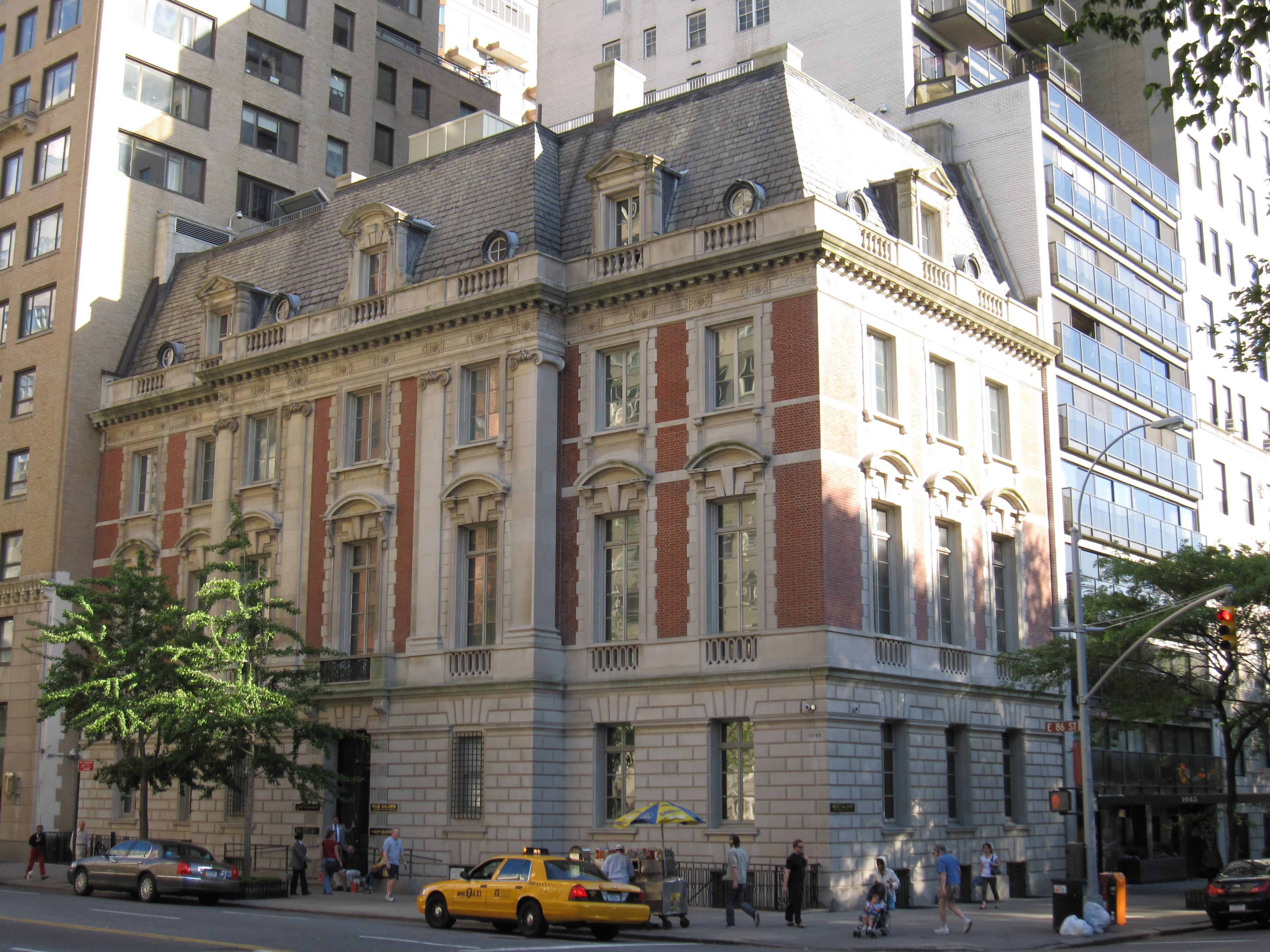
La casa William Starr Miller, en la esquina de la Quinta Avenida
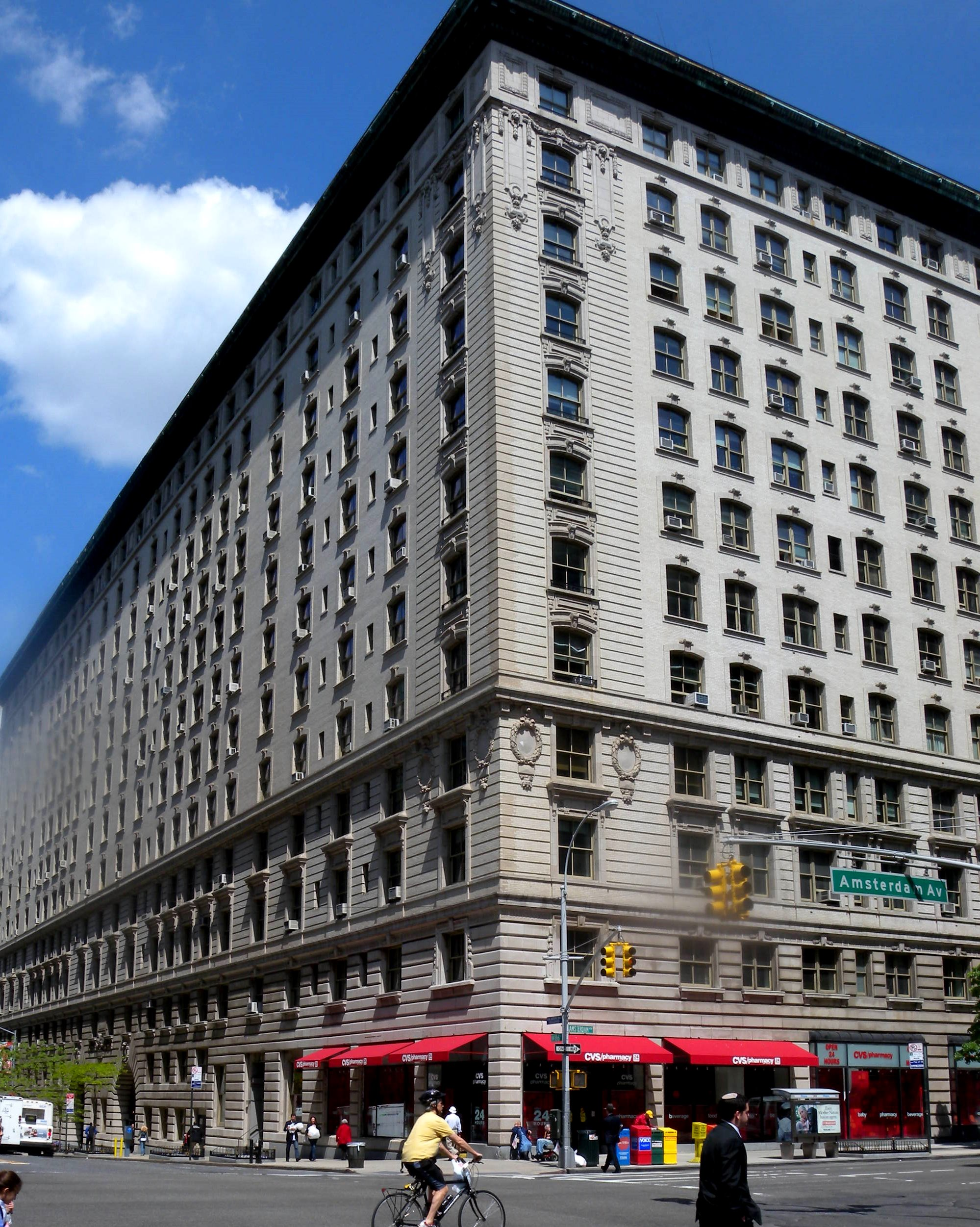
The Belnord, en la esquina de la avenida Ámsterdam
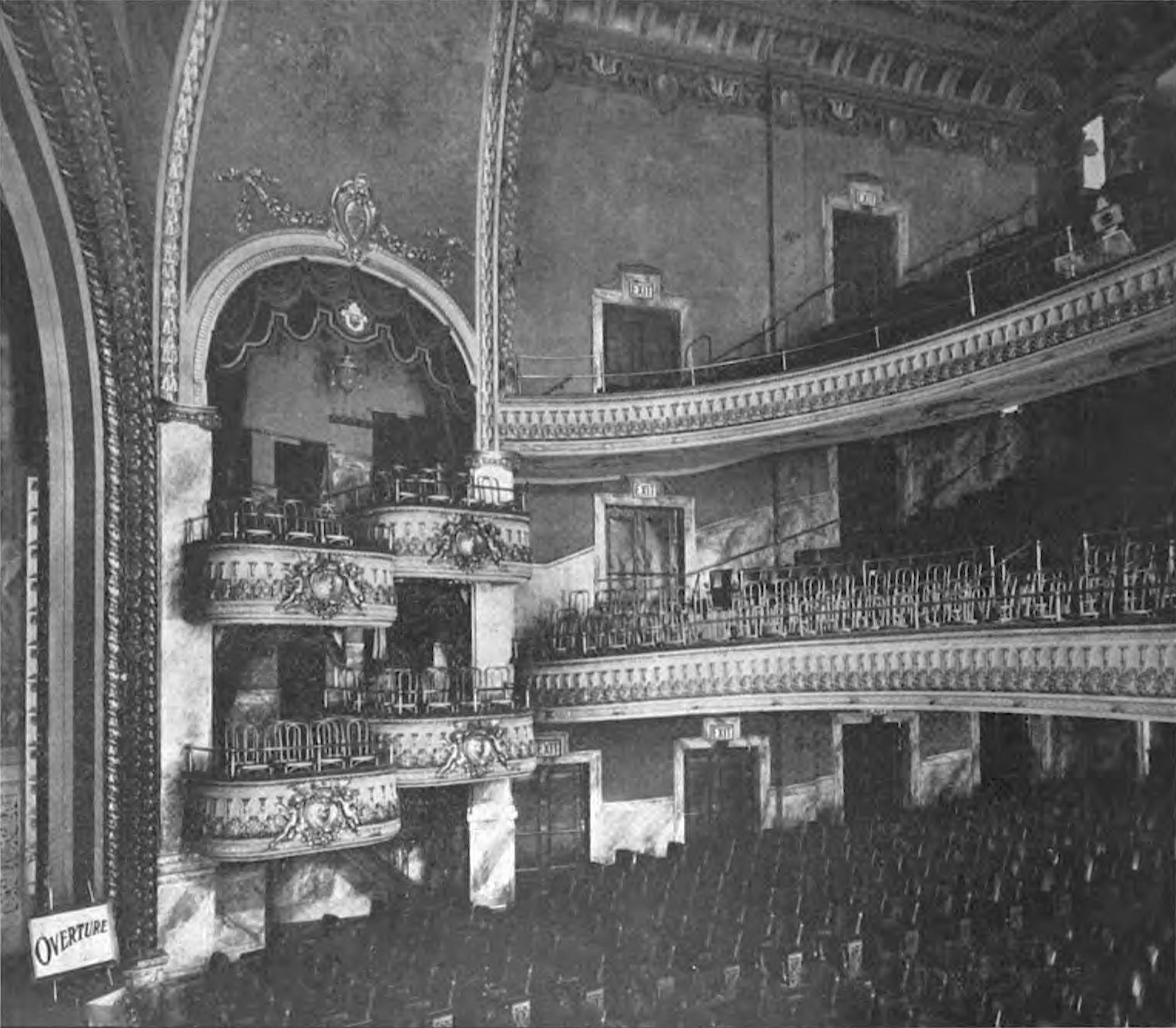
El Teatro de la Calle 86 (ya demolido) cerca de la Tercera Avenida